# Dieter Klink

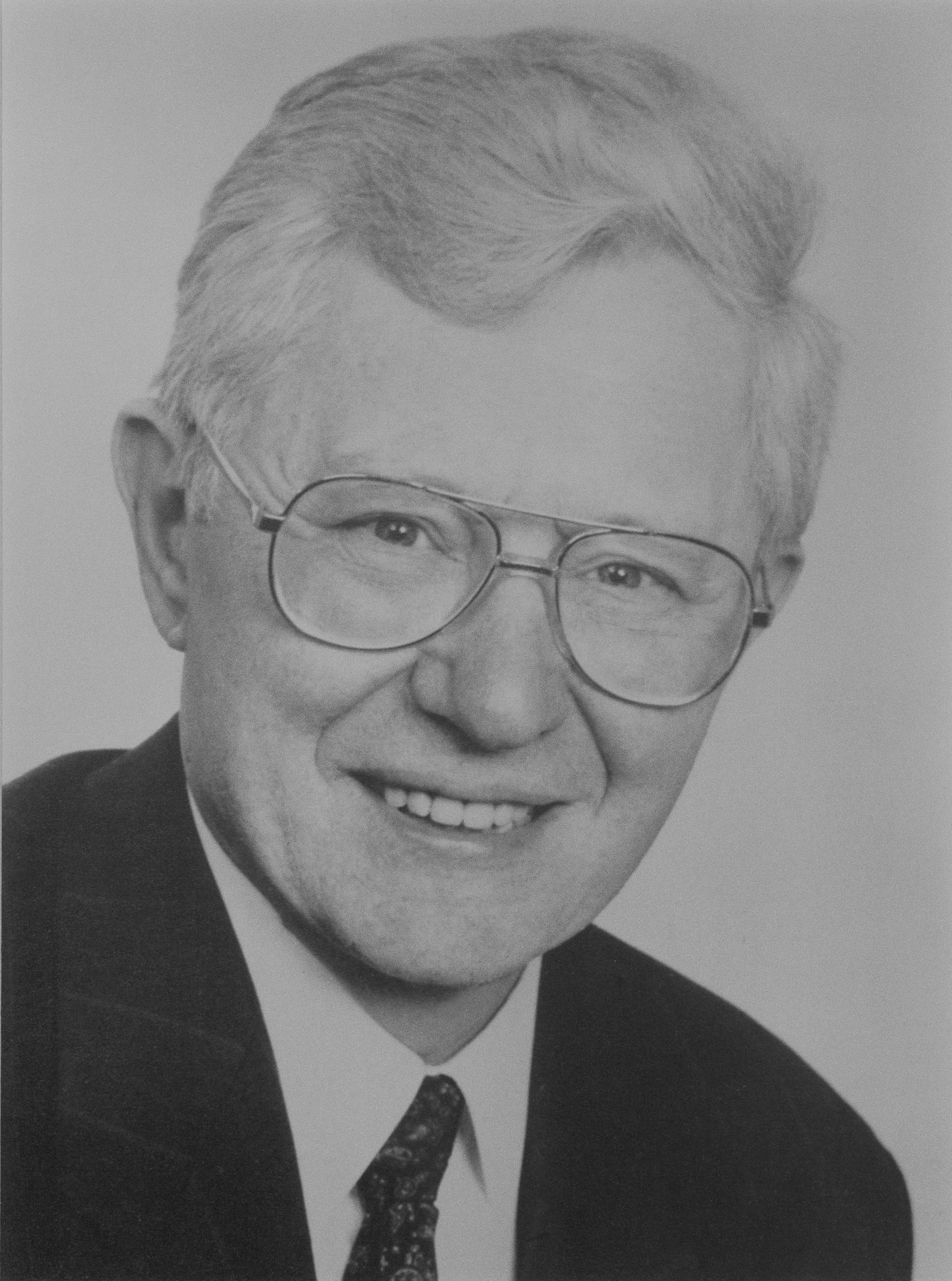
Porträt von Dieter Klink, ca. 1990

Dieter Klink (* 11. November 1930 in Peiskretscham, Provinz Oberschlesien; † 10. Januar 2004 in Bremen) war ein deutscher Volkswirt, Verwaltungsbeamter und Politiker (SPD). Er gehörte der Bremischen Bürgerschaft, dem Landesparlament der Freien Hansestadt Bremen, durchgehend von 1959 bis 1995 an, wobei er von 1971 bis 1995 deren Präsident war.

## Leben
Dieter Klink war der Sohn eines Sparkassendirektors und der Bruder des späteren Leiters der Pädagogischen Hochschule Bremen, Professor Dr. Job-Günter Klink. Er wuchs im oberschlesischen Peiskretscham auf und besuchte die Oberschule in Kattowitz. Gegen Ende des Zweiten Weltkriegs flüchtete die Familie 1945 zunächst nach Hirschberg in Schlesien und dann 1946 nach Riede im niedersächsischen Landkreis Verden. Schließlich ließ sich die Familie in Bremen nieder, wo Klink das Gymnasium am Leibnizplatz besuchte. Er schloss mit dem Abitur ab und studierte anschließend Volkswirtschaftslehre in Wilhelmshaven, Innsbruck und Hamburg sowie in den Vereinigten Staaten und Frankreich. Klink absolvierte die Prüfung als Diplom-Volkswirt, promovierte bei Professor Karl Schiller an der Universität Hamburg zum Dr. rer. pol. und trat 1956 in den bremischen Verwaltungsdienst ein. Dort war er zeitweise beim Senator für Wirtschaft und Außenhandel tätig, zuletzt als Regierungsdirektor. Nach seiner Zeit als Politiker war er von 1995 bis 1999 als Dozent an der Deutschen Außenhandels- und Verkehrs-Akademie (DAV) in Bremen tätig.
Dieter Klink war verheiratet und hatte zwei Kinder. Er starb 2004 im Alter von 73 Jahren.

## Politik
Klink trat 1951 in die SPD sowie 1952 in die Gewerkschaft Öffentliche Dienste, Transport und Verkehr (ÖTV) ein. Er war von 1958 bis 1961 Vorsitzender des SPD-Ortsvereins Neue Vahr und von 1961 bis 1970 Vorsitzender des SPD-Ortsvereins Neue Vahr Süd. 1959 wurde er in die Bremische Bürgerschaft gewählt, der er ohne Unterbrechung bis 1995 angehörte. Von 1967 bis 1971 amtierte er als Vizepräsident der Bremischen Bürgerschaft. Am 10. November 1971 wurde er als Nachfolger von Hermann Engel (SPD) zum Präsidenten der Bremischen Bürgerschaft gewählt. Er hatte dieses Amt bis zum 4. Juli 1995 inne und war damit der am längsten amtierende Präsident eines deutschen Parlamentes. Ihm folgte Reinhard Metz (CDU) in das Amt.
Neben seiner parlamentarischen Tätigkeit übte er verschiedene Ehrenämter aus, unter anderem als  Landesvorsitzender der Europa-Union Bremen und als Vorsitzender der Wilhelm Kaisen Bürgerhilfe. Wegen seiner Bürgernähe und seines sozialen Engagements genoss Klink in Bremen hohes Ansehen.

## Ehrungen
- 2005 wurde der Dieter-Klink-Platz in Bremen-Mitte beim Haus der Bürgerschaft nach ihm benannt. Der Senat der Freien Hansestadt Bremen würdigte ihn dabei postum als „Bürgerpräsidenten“.[1]

## Schriften
- Dieter Klink: Vom Antikapitalismus zur sozialistischen Marktwirtschaft. Die Entwicklung der ordnungspolitischen Konzeption der SPD von Erfurt (1891) bis Bad Godesberg (1959) (= Veröffentlichungen der Akademie für Wirtschaft und Politik, Hamburg). J. H. W. Dietz Nachfahren, Hannover 1965.